# Àngel Castiñeira i Fernández
Àngel Castiñeira Fernández, doctor i llicenciat en Filosofia i Ciències de l'Educació per la Universitat de Barcelona, és director des de 2005 i professor titular del departament de Ciències Socials d'ESADE. Així mateix, és director del programa "Pensar el Lideratge" d'Executive Education d'ESADE Business School.
En la seva trajectòria acadèmica, Castiñeira Fernádez s'ha especialitzat en filosofia social i política, així com pensament geopolític, ètica aplicada i valors, canvis de l'entorn social i cultural i lideratge i governança democràtica.
Ha sigut professor titular del Departament de Ciències Socials d'ESADE-Universitat Ramon Llull (des de 1993). Director del Centre d'Estudis de Temes Contemporanis (Generalitat de Catalunya, 1998-2004).
A més, Castiñeira ha estat professor de Filosofia Contemporània de la Universitat Ramon Llull (1990-1994); Director de la col·lecció 'Temes Contemporanis', de l'editorial Proa (1994-2004), i director de 'IDEES, Revista de Temes Contemporanis' (1999-2004). Fou membre del consell assessor de la Fundació Centre d'Estudis Jordi Pujol, i el 28 de maig de 2011 s'incorporà com a vocal al patronat de la Fundació Enciclopèdia Catalana.
A finals del 2011 el seu nom va sonar com a possible successor de Josep Ramoneda al front del Centre de Cultura Contemporània de Barcelona, tot i que finalment aquest càrrec fou per a Marçal Sintes.
El 2017 va anar a les llistes de Junts per Catalunya per Barcelona a les eleccions al Parlament de Catalunya de 2017. Des de febrer de 2022 és vocal de la junta d'Òmnium Cultural presidida per Xavier Antich.

## Publicacions
- Castiñeira, Àngel. «Imagine: identité personnelle, identité nationale et lieux de mémoire». A: Les Nationalismes majoritaires Contemporains: identité, mémoire, pouvoir.  Montréal: Editions Quebec Amérique, 2007. ISBN 978-2-7644-0550-5.
- Castiñeira, Àngel. «Immigració a ESTATS plurinacionals: el cas de Catalunya». A: Enciclopèdia Catalana.  Barcelona, 2007. ISBN 978-84-300-5511-1.
- Castiñeira, Àngel. «Identitat, immigració i multiculturalisme». A: Federalisme, catalanisme, europeisme: corrents de pensament i pràctica política.  Barcelona: Espanya, 2006. ISBN 978-84-95417-51-0.
- Castiñeira, Ángel. Catalunya, Reptes ÈTICS.  Barcelona: Proa, 2006. ISBN 84-8437-898-5.
- Castiñeira, Àngel. «Nacions imaginades. Identitat personal, identitat nacional i llocs de». A: Casa encantada: lugares de memoria en la Espanya constitucional (1978-2004).  Madrid: VERVUERT-IBEROAMERICANA, 2005. ISBN 84-8489-190-9.
- Castiñeira, Ángel. Societat civil i Estat del Benestar.  Barcelona: Pòrtic, 2002. ISBN 84-7306-415-1.
- Castiñeira, Ángel. Àmbits de la postmodernitat.  Barcelona: Columna, 2002. ISBN 84-86433-20-7.
- Castiñeira, Ángel. Catalunya com a projecte.  Barcelona: Pòrtic, 2001. ISBN 84-8437-187-5.